# 超昂天使エスカレイヤー
『超昂天使エスカレイヤー』（ちょうこうてんしエスカレイヤー、Beat Angel Escalayer）は、2002年8月2日にアリスソフトより発売されたアダルトゲーム（以後『無印』と表記）。およびそれを原作として制作され、2002年9月27日に発売されたアダルトアニメ（以後『OVA』と表記）である。
2014年7月25日には、『無印』のリメイク版『超昂天使エスカレイヤーR』（ちょうこうてんしエスカレイヤー・リブート / 以後『リブート』と表記）が発売された。
本作以降、「超昂シリーズ」と銘打った関連作が制作されている。

## 概要

### 超昂天使エスカレイヤー
正義のヒロインが、世界征服を企む悪の組織が繰り出す怪人たちと戦う物語。ゲームシステムはシミュレーションになっており、プレイヤー（主人公）は1日の行動を選択することにより、ヒロインの調教や戦闘力の強化のほか、怪人との戦闘を行う。作中では、テレビアニメを意識したアニメーションが取り入れられている。
当初、アリスソフトでは『DARCROWS』の続編を制作予定だったが企画がまとまらなかったため、原画のおにぎりくんが変身ヒロインものを提案した。シナリオ担当のHIROは、テーマとしてライトなものと陵辱的なものを混ぜたシナリオ構成とし、どちらが好きなプレイヤーにも楽しめるようにした。作中のプレイ期間は当初は3か月だったが長すぎることから1か月に短縮し、その代わりにエンディングをバッドエンドも合わせて9パターン用意した。キャラクターのパーツ構成などはテレビアニメ『美少女戦士セーラームーン』を参考にしているほか、エスカレイヤーのデザインはアリスソフトの過去作品『大悪司』に登場する変身キャラクター・怪盗マトリョーシカと被らないように配慮されている。また、作品の舞台については、『夜が来る! -Square of the Moon-』の制作でロケハンを行った神戸市中央区三宮をイメージしている。2014年時点での累計売り上げは14万本以上。
2009年12月18日発売の『アリス2010』には、本作と『超昂閃忍ハルカ』のヒロインが共演する『超昂閃忍ハルカ ハルカVSエスカレイヤー』が収録された。この作品は後の『リブート』にも収録された。

### 超昂天使エスカレイヤーR
12年ぶりのリメイク作品。CGの高解像度化とリファイン、シナリオの追加、新怪人の追加、戦闘システムの刷新、キャラクターボイスの再収録などが行われている。

## ストーリー
（出典：）
夏休みを目前に控えたある日、主人公・柳瀬恭平のクラスに、幼い頃海外へ引っ越した幼馴染の少女・高円寺沙由香が転入してきた。恭平は再会を喜ぶも、なぜか沙由香は恭平のことを知らない素振り。翌日、恭平は再び沙由香に話しかけようとするも、そこに、ダイラストを名乗る異星人軍団が出現する。一人駆け出す沙由香の後を追う恭平だったが、沙由香は路地裏で自慰に耽り、絶頂と共に、エスカレイヤーに変身し、ダイラストを撃退する。沙由香は自分がダイラストと戦っていることとエッチをエネルギーとしていることを恭平に打ち明け、協力を要請。かくして、恭平と沙由香の地球を守る戦いの日々が始まる。

## 登場人物
声優名は『無印』『OVA』では非公表だが、『リブート』では公表されている。

### 主人公・仲間
柳瀬 恭平（やなせ きょうへい）
声 - 櫻井孝宏(OVA版のみ)
主人公。閂市に住む高校生で一条学園の生徒。
劇中には未登場だが4人家族であり、父・康弘は会社員。母・理恵は主婦。姉・宏子は東京の学校に通っている。
性格は少々捻くれていて、悪乗りしやすい。沙由香からは「恭ちゃん」と呼ばれている。
沙由香がエスカレイヤーに変身するためのD2エナジーを得るべく、自慰をしている光景を目撃し、それに気づいた沙由香が羞恥心から予想以上のD2エナジーを得たことにより、マドカに半ば脅迫される形でD2エナジー要員兼セコンドとなり、沙由香とセックスを重ねることになる。
OVA版ではPCゲーム版から反映された性格に加え、複数の女性と交際している。
高円寺 沙由香（こうえんじ さゆか）
声 - 鷹月さくら
メインヒロイン。父・源太郎の作ったDDDでエスカレイヤーに変身する女子高生。
身長165センチ、スリーサイズはバスト85、ウエスト60、ヒップ88。スタイルは良いものの巨尻に関してはコンプレックスを抱いている。誕生日は11月6日、血液型はA型。
幼い頃、アメリカに引っ越したがダイラストと戦うために日本に帰国。故郷の閂市にある一条学園に転校してきた。恭平とは幼馴染であるがその記憶の一部はバイオボディへの意識転送作業の際に消失している。
性格はおっとりしており、押しに弱く、恭平からの無茶なプレイ要求にも流されやすい。かなりの天然でもあり、時々突拍子もない発言をすることもある。本人曰く、特技は本場仕込みのパーティージョークであるが、恭平からの評価は低い。視力が弱いため、日常生活では眼鏡を掛けている。
PCゲーム版開始時点では男女交際の経験は皆無。バイオボディへの転送後にマドカとのエネルギー充填で行ったものを以外は無いため、当初は性に関して非常に初心で奥手。
幼少時、変質者から自分を守るために傷ついた恭平の一件から、強くなる決意を固め、それがエスカレイヤーになることに繋がったが、恭平を戦いに巻き込みたくない気持ちから、記憶が消失したと嘘を吐いていた。
ルート次第ではダイラストとの戦いが終わった後、元の身体に戻り、恭平とも恋人同士となるが地底帝国コンロンと戦うために再びバイオボディを使うことになる。

エスカレイヤー
沙由香が変身する正義のヒロイン。
フラックスプロージョン・ビートチェンジを合図にDDDが高速回転を始め、その力で着衣が破れ、眼鏡も消え、完全な裸体になった状態から全身が光に包まれる。その光が大きく開いた胸部からボディーラインに密着した桃色と白を基調とするレオタードのようなコスチュームへ変化すると髪や体毛の色が赤に変化して変身完了。背中から余剰エネルギーが天使の翼のような形状で放出される。 変身後は身体能力上昇に伴って視力が高くなっているために眼鏡はかけていない。口調は普段の沙由香とは異なり、基本的には敬語。
本来ならDDDは装着者の感情をエネルギーにするものだが製作者の源太郎が完成前にダイラストに捕らわれたことから未完成であり、エッチによる性的興奮にしか対応できなくなっている。武器は一種の形状記憶合金で構成された新体操のリボン状の刀身を有するビーム剣のパルシオン。必殺技はパルシオンを相手に絡めて放つサブリミット・エスカレーションやビート・エンド・エスカレーション。前口上での決め台詞は「青い地球を守るため、胸の鼓動が天を衝（つ）く! エスカレイヤー、悪の現場に只今参上!」。
フラストモンスターに一定回数犯されるとダイラストへ快楽を求めるようになる。ダイラストへ投降後、Dr.アルクが作った新種の生物の苗床へ自ら志願。栄養を精液から摂取するようになり、1週間に1回の排卵を行えるよう投薬され、大量のフラストモンスターを出産している。
ダイラストの捕虜になった際、度重なる凌辱で精神が疲弊し、処刑も兼ねて、DDDを強奪されそうになるが恭平の愛の告白にDDDが反応したことにより復活し、ダイラストを倒した。
高円寺 マドカ（こうえんじ マドカ）
声 - AYA
源太郎がエスカレイヤーをサポートするために開発したガイノイド・KOUENJI Multi dropid Type。
スリーサイズはバスト68、ウエスト52、ヒップ72。いわゆる幼児体形であり、胸も貧乳。
表向きは沙由香の妹としており、外見は沙由香の亡き母セイカがモデル。恭平からはロボ子とも呼ばれているが本人はこの呼称を気に入っていない。
性格は冷静で無機的。沙由香と地球平和以外に対しては全く興味を示さず、恭平を仲間に加える際には、幼少時、沙由香のために書いたラブレターを強奪・脅迫の材料にしたほど。ルート次第で恋愛感情らしきものを抱くようになる。
メイド服を着用しており、頭部に砂時計または糸巻きに似た形状の髪飾りをしている.アンドロイドであるが本人曰く、高性能であるがゆえ、食事などの行動を人間と同様に行える。その上、セックスが可能な女性器まで備えており、行為の際には人間の少女と同様の反応を示す。
戦闘時には空中の元素を置換することでガトリングガンなどの兵器を生成。飛行機能も持つオプションパーツを纏うことでファランクスモードにもなる。必殺技はヘルファイア。
高円寺 源太郎（こうえんじ げんたろう）
声 - 小次郎
沙由香の父で科学者。エスカレイヤーとマドカの生みの親でもある。
ダイラストの襲来を予見するが周囲からは相手にされずにいた。その為、地球防衛に志願した沙由香にエスカレイヤーの力を与えるが自身は他の科学者共々、ダイラストの捕虜になってしまう。ルート次第ではエスカレイヤーに救出され、ダイラストとの戦いを終えた後、遼子と再婚する。
霧谷 遼子（きりたに りょうこ）
声 - 香澄りょう
高円寺家の隣家に住む抜群の容姿と色気を持つ若く美しい未亡人。
かつては亡き夫と一緒の職場で責任ある地位に就いていたらしいが現在は職場での人間関係や仕事が上手く行かずに落ち込むこともある。身長170センチメートル、スリーサイズは92・65・88。
ルートによっては落ち込んでいた自分を慰めてくれた恭平のことを気に入り、やがてはセックスフレンドの仲にまで至る。
OVA版では恭平とのセックスに焦点が当てられている。彼女の誘惑に屈した恭平への丁寧なフェラチオによる顔射が沙由香やマドカからの救援要請を恭平が無視することに繋がった。
正体は、ダイラストの女幹部であるミストレーヌ。

### ダイラスト
プレスバーン
ダイラストの総帥。
失敗続きの部下には容赦しない典型的な悪の首領であり、部下に対する思いやりと計画性が全くない。
ミストレーヌ
ダイラストの女幹部でストーリー開始時点での指揮官。亡き夫もダイラストの幹部だった。
悪の組織に属しながらも真っ当な人格者で、正々堂々とした戦いを好むために部下からは慕われているが、その真っ当さが仇となり、ガレイズやアルクとの仲はあまり良くない。武器はレイピアで必殺技はアクトジェンダー。
地球では霧谷遼子ともしても活動し、お互いの正体に気付かないまま沙由香たちと親しくなっていく。ルート次第ではダイラストを離反して、エスカレイヤー側に付く一方でアルクが作った薬をガレイズによって投与されて、一時的にふたなりに変えられてしまい、精液を好むナメクジ型生物に襲われたり、同様に捕虜になった沙由香を強姦したりしてしまう。戦い終えた後は自分を救ってくれた源太郎と結ばれて沙由香の継母となる。
Dr.アルク
ダイラストの科学者。
性格は性酷薄で地球征服より実験に血道を注ぐ典型的なマッドサイエンティスト。ゲッツェンを辺境の惑星に飛ばしたことでミストレーヌの反感を買うが「水も食料も十分にあるから大丈夫だろう」などと適当に返し、同僚をも道具レベルにしか見ていない。FM77の生みの親であり、彼女からは父上と呼ばれ、慕われているがエスカレイヤーに敗北後はダイラストから追放している。
ゲッツェン
ダイラストの幹部で身体の7割が機械化されたサイボーグ。鞭使い。
ミストレーヌと並ぶダイラストの良心であり、正々堂々とした紳士的な軍人だが、エスカレイヤーに敗北した責任を取らされ、流罪になる。PCゲーム版では特定の条件を満たすことで、ラスボスすら凌駕する戦闘能力を得たゲッツェンと戦うこともできる。必殺技はブリッツェン・シュナーベル。
ガレイズ
ダイラストの幹部。征服が進まないため、増援として、イガロと共に地球へ送られて来た。
4本の腕を持ち、荒っぽい性格の人格破綻者で任務成功率は非常に高いが征服先の住民を皆殺しにするなど問題点は山積みとなっている。
イガロ
ガレイズと共に地球へ襲来した戦士。
獣のような外見をしており、左腕にも獰猛な顔を持つ頭部が付いている。
力こそ全てという持論を持っており、強い相手を求めている。必殺技はイリーガル・ファング。
倒せば特定のルート限定でエスカレイヤーに協力し、ラスボスを弱体化させる。
FM77（エフエム ツーセブン）
声 - 乃嶋架菜
アルクが対エスカレイヤー用に造り出した戦士で正式名称はFemale+Male NO77。
スリーサイズは78・57・83。誕生日は8月17日。
ゴスロリ風の衣装に身を包んだクローンエスカレイヤーであり、オリジナルであるエスカレイヤーと同等の高い戦闘能力を持つ上、サブリミット・エスカレーションの安全装置を逆手に取って無効化できる。アルクの手でふたなり（両性具有者）として設計されており、股間には長大な男性器が存在する。ただし、DDDはダイラスト側にその存在が認知されていなかった為、装着されていない。
爪型アタッチメントを武器としており、必殺技はディーペスト・スカー。
ルート次第ではエスカレイヤーに敗北後、アルクに見限られて、ダイラストを追放されてしまっており、沙由香に助けられ、仲間となり、恭平から高円寺ななか（沙由香と77を合わせた）の名を与えられる。性格も冷徹なものから一転して、表情が豊かで陽気な性格となり、沙由香のことを「お姉さま」と呼んで強く慕い、しばしば彼女に熱烈なアプローチをかける。だが、あまりにも沙由香に対する思慕が強いこととふたなりにより、沙由香と同居するのは危険だというマドカの判断によって、恭平の家で暮らすことになる。恭平に対しては恋敵ということもあって辛く当たることも多いが、彼自身のことを嫌っているわけではなく、付けられた名前も気に入っている。
OVA版では男性器は普段は隠されているが勃起時には胸元まで到達するほど長大なものとなっており、射精量もエスカレイヤーの胎内を満たして、さらに噴き出るほど大量となっている。エスカレイヤーに勝利した際、DDDを強奪。自身に装備した後、生みの親であるアルクを初めとしたダイラストに反旗を翻し、ミストレーヌを相手にD2エナジーを得る。ベータ版のDDDを装備したエスカレイヤーと戦うも以前とは逆に敗北を喫する。爪も射出機能や衣服のみを溶かす溶解液を放ったり、光線砲形態への変形機能を持つと多彩なものになっている。
カルナ
声 - 鈴谷まや
ダイラストに侵略された星の住人でミストレーヌの秘書を務めている眼鏡の少女。耳はエルフのように尖っている。出自は人工生体。
ミストレーヌに忠誠心以上の特別な感情を抱いており、彼女のためなら、その身を捧げることも厭わない。ルーイとはダイラストに侵略された住人同士、仲が良い。
戦闘能力は皆無に等しいが、エスカレイヤーと戦うミストレーヌを補佐しようとした際にはライフル銃を手にした。
ルート次第ではミストレーヌと共にダイラストを離反し、エスカレイヤー側に付く。
ルーイ
声 - 鶴屋春人
ダイラストに侵略されたワッフル星の住人でダイラストの食事係である少年。
犬のような耳と尻尾を有した中性的な容姿をしている。カルナ同様に人工生体。必殺技はワンワンパンチ。
エスカレイヤーに一目惚れし、結婚を申し込むも断られ、その代わりに後述のHで筆おろしをされる。
ルーイの場合はフラストモンスターとは逆に戦闘でエスカレイヤーが勝利した場合に彼とのHイベントを発生させることができる。
ルート次第ではミストレーヌと共にダイラストを離反し、エスカレイヤー側に付く。
フラストモンスター
ダイラストが地球に蒔いた「イデアの種」が、周囲の人間の欲望を吸収して発生するモンスター。特撮ヒーローものにおける「怪人」に相当する存在であり、作中でも「怪人」と呼称されることがある。名前の由来は「フラストレーション」から。個体によって、「ドリンクフラスト」や「ドクターフラスト」などと個別に呼ばれる。「イデアの壁」と呼ばれる異空間を発生させることが可能であり、その中に敗北したエスカレイヤーを閉じ込め、それぞれの個体の特性を生かした方法で彼女を凌辱する。
レールフラスト
電車内に出現する、列車と踏切を組み合わせたような姿の怪人。必殺技は「フラスト特急通過」。極端な鉄道マニアであり、侵略と自分の実益を兼ねて「ダイラスト線」の建設を目論む。
ドクターフラスト
病院に出現する、白衣と医療用具を身に着けた怪人。必殺技は「LRスナイパー」。戦場帰りの軍医を自称し、病院に訪れた人間に対し、治療と称して怪しげな薬物を投与する。
ムービーフラスト
映画館に出現する、映画撮影用のカメラにフィルムを巻き付けたような姿の怪人。必殺技は「ハンティング・ハレーション」。自作の映画を地球人に見せるが、その映画の出来は非常に悪い。悪意のようなものは全く無く、ただ単に情熱が間違った方向に暴走して自意識過剰に陥っただけの悲しき存在である。
ウェーブフラスト
同人誌即売会会場に現れる、様々な電子機器を組み合わせた姿の怪人。必殺技は「ジャミング」。電波を使って人間を操ることができるが、自らもその電波に操られているらしい。
ジシャフラスト
神社に出現する、顔に隈取を施した僧兵のような姿の怪人。必殺技は「正邪（しょうじゃ）必衰」。和の精神を愛する熱心な日本好きだが、その日本観は根本から間違っている。
ジョイフラスト
遊園地に出現する、いくつもの着ぐるみを融合させたような姿の怪人。必殺技は「バルーンボム」。その容姿や口調から、製作スタッフにまで嫌われているという、究極の嫌われ者。OVA版第1巻にも登場。
ドリンクフラスト
喫茶店に出現する、紅茶用のポットとティーサーバーを組み合わせたような姿の怪人。必殺技は「ホットマグマージュ」。「肉の悦びこそが真の愛」という信念を持ち、地球人を使ってその持論を実践させている。
ヘルスフラスト
スポーツジムに出現する、自転車レース用ヘルメットのような頭部の筋肉質な怪人。毛も鱗もないその身体の色は青く、筋肉質な身体をより気色悪く見せている。必殺技は「ヘルシング」。極端な体育会系思想の信奉者で、全ては根性で何とかなると考えている。
シーフラスト
海水浴場に出現する、タコとイソギンチャクが融合したような姿の怪人。必殺技は「インクスフォッグ」。身体から生えた無数の触手は、水着などを切り裂くこともできる。OVA版第2巻にも登場するが、服を脱がせる手段がPCゲーム版とは異なり、触手の吸盤から分泌する粘液で服を溶解させていく。
サイエンフラスト
公園に出現する、顕微鏡と実験道具を組み合わせたような姿の怪人。必殺技は「×8（バイエイト）」。研究に対する欲望が強く、地球人を捕らえては人体実験を繰り返している。OVA版第3巻に一瞬だけ登場するが、DDDを装備したFM77の腕試しの的にされる。
ブックフラスト
図書館に出現する、何冊もの本を積み重ねたような姿の怪人。必殺技は「広・辞・エンド」。書痴であり、侵略そっちのけで読書に勤しんでいる。
テイマーフラスト
市街地に出現する、甲虫のような姿の怪人。必殺技は「スレイブ・ドレス」。地球人を下等な存在と見なしており、捕獲した人間を家畜として調教する。
以下は、『エスカレイヤーR』のみ登場する。
ダークフラスト
声 - 霧賀みね
電気街にやってくる人々を洗脳し、強制的にアイドルの追っかけに変えてしまうフラスト。
ビマージョフラスト
声 - 歌織
世界中の女性の若さを吸い取り、自分の若さを保とうとする女怪人。

フーマン
ダイラストの下級戦闘員。「ブー」としか喋れず、戦闘能力も低い。命名の由来は「不満」から。基本的に町で馬鹿なことをして暴れている個体が大半だが、稀に善良な個体も見かけることがある。
レッドフーマン
フーマンの亜種。赤のカラーリングで通常のフーマンより若干強い。
フーナイト
特定の条件を満たすと出現する、新種のフーマン。カラーリングは白。必殺技は「ブーパンチ」。通常のフーマンと異なって会話が可能で、フラストモンスターと同等の戦闘能力を持つ他、イデアの壁を作り出すことで、敗北したエスカレイヤーを凌辱することもできる。

## 用語
バイオボディ
沙由香の精神が移植された、一種の生体アンドロイド。外見は元の沙由香の体と全くの同一。生理現象など身体の機能や身体構造は、ドキドキダイナモによるエスカレイヤーへの変身能力を除いてほぼ普通の人間と同じであり、妊娠や出産なども可能。沙由香の本体は高円寺家の地下に保存されている。
ドキドキダイナモ（DDD）
エスカレイヤーの中枢パーツ。バイオボディの心臓付近に装着されており、沙由香がどきどきすることによってダイナモが回転、エスカレイヤーのエネルギー「D2エナジー」が発生する。エスカレイヤーへの変身エネルギーは性的昂奮によってのみ得られるという設定のため、沙由香は平時から恭平とのセックスを重ねて、ドキドキを蓄積しておかなければならない。さらに行為がマンネリ化するとD2エナジーの発生量が鈍るため、恭平はマドカと共に新たなプレイの考案に励むことになる。
エスカレイヤー基地
高円寺家の地下に用意されたエスカレイヤー基地。沙由香の本体も保存されている。
惑星侵略軍ダイラスト（わくせいしんりゃくぐんダイラスト）
本作品における悪の組織。地球を22番目の植民地にすべく、将軍を派遣してきた。
閂市（かんぬきし）
本作品の舞台となる地方都市。恭平や沙由香の家がある他、ダイラスト基地の入口が近辺に存在する。遊園地や海水浴場など、ある程度の施設が揃っており、そのため様々なシチュエーションの性行為が行なえる。背景などは神戸市中央区三宮をイメージしている。
一条学園（いちじょうがくえん）
沙由香や恭平が通っている高校。
イデアの壁
主にフラストモンスターが、敗北したエスカレイヤーを凌辱するために作り出す一種の異空間（作中では「異相空間」と表記）。
縦横約5m×5mの光の壁を4枚作り出して自分とエスカレイヤーの四方を箱状に囲んだ後、壁の内部を元の世界から隔絶された異空間へと変化させる。一連の現象は、外部からは四方を囲んだ壁が光を失って外側に倒れた後、中にいたはずの者が消滅したように観測される。異空間が存在する正確な座標が分かれば、外部から物理的な衝撃を与えることにより壁を破壊、空間内部に進入することができる。
空間内部の構造や物理法則などは全て作り出した者の欲望に基いてコントロールされており、戦闘で力尽きたエスカレイヤーはその空間に閉じ込められている間、なす術もなく犯され続けることになる。また、内部は媚薬のような作用がある瘴気で満たされており、何度もこの空間に閉じ込められると、瘴気に当てられて発情が治まらない状態になってしまう。

## ゲームシステム

### 全体
ゲーム期間は35日間で、1日の流れは以下のようになっている。
- 午前：行動選択
- 昼：会話イベント（発生しない場合もあり）
- 戦闘パート
- 午後：行動選択
- 夜：イベント発生
- 被害報告
- セーブ画面

会話イベントでは3つの選択肢により、沙由香の純愛度・鬼畜度、恭平のリビドー、ピースポイント（街の平和度）、D2エナジーが変化する。パラメータによって全体のシナリオが「純愛ルート」と「鬼畜ルート」に分岐し、ルートによって純愛度と鬼畜度の最大値が変化する。特定の日時やゲームの進行状況によって、突発的に発生するイベントもある。

### 行動選択
行動選択では、以下の行動が選択できる。
- どきどきH：沙由香にセックスを行わせ、D2エナジーを溜める。純愛・鬼畜・陵辱の3種類がある。実行時には恭平のリビドーを消費する[1][10]。
- 強化：D2エナジーを消費して、エスカレイヤーのパラメータ（シールド・攻撃力・防御力・反応力）を上昇させたり、必殺技を習得する[1][10]。
- 情報：敵の情報を調べる「索敵」、ピースポイントを回復させる「奉仕活動」、恭平のリビドーの最大値を上昇させる「エロゲー」が選択できる[10]。
- 休憩：恭平のリビドーを最大値まで回復させる[10]。

### 戦闘
マップから出撃場所を選択すると開始される。戦闘は自動で行われるが、必殺技の発動はプレイヤーの操作による。戦闘で怪人に敗れてしまうとピースポイントが下がり、0になるとゲームオーバーになってしまう。ただし敗れることで怪人との「敗北H」が発生し、D2エナジーや鬼畜度が上昇する。

## スタッフ
- プロデューサー・ゲームシステムサポート：TADA
- ディレクター・シナリオ補助：とり[5]
- シナリオ：HIRO[5]
- メインプログラム：かずし
- 原画・キャラクターデザイン：おにぎりくん[5]
- システムCG・怪人デザイン・原画：桐島千夜[5]
- 音楽：DRAGON ATTACK

## 主題歌
「Over Beat 〜明日へのエスカレーション〜」
作詞：アリスソフト / 作曲・編曲：坂本昌之 / 歌：E-mi

## OVA

### 概要（OVA）
ピンクパイナップルよりVHSとDVDで発売。主題歌とオープニングアニメーションは、PCゲーム版と同一。各巻30分、全3巻。
1. DDダイナモ チャージ完了! （発売日：2002年9月27日）
2. ダイラストからの刺客!! （発売日：2002年12月20日）
3. カウンターアタック （発売日：2003年3月28日）

桂枝毛が絵コンテ・演出・作画監督を担当した第2巻には、高評が集まった。
オープニングアニメーション、第1巻、第2巻の原画は、制作会社から盗難される被害に遭ったため、所在不明となっている。
2008年2月29日には、全3巻を1枚のDVDに纏めた『超昂天使エスカレイヤー -Beat Angel Escalayer- 全集』が発売された。ジャケット画には、桂枝毛による第2巻の絵柄が用いられている。

### ストーリー
第1話 『DDダイナモ チャージ完了!』
海外に引っ越したはずの幼馴染・高円寺沙由香が、いつの間にか自宅に帰っているのに気付いた柳瀬恭平。裏庭から浴室を覗くと、裸の沙由香は見知らぬ少女・高円寺マドカから愛撫を受けている。しかしその関係がマンネリ化しているのか、沙由香の興奮は昂ぶらない。マドカは浴室を覗き見している恭平に向かって、協力を呼びかける。
沙由香が侵略者ダイラストと戦うエスカレイヤーに変身するには、胸部のDDD（ドキドキダイナモ）を性的興奮でチャージすることが必須であり、彼女を興奮させる役割を果たして欲しいというのだ。しかし肝心の沙由香には、恭平に関する記憶がなかった。沙由香と恭平の絆を深めようと、マドカがお膳立てした遊園地デートで2人は楽しむが、そこにダイラストの先兵が現われた。沙由香は観覧車のゴンドラ内で恭平とセックスを始め、絶頂と共にエスカレイヤーに変身して敵を撃破。その様子をモニターで見たダイラストの科学者Dr.アルクと女幹部ミストレーヌは、組織内で完成間近のFM77を刺客に送り込むことを画策していた。
第2話 『ダイラストからの刺客!!』
DDDのチャージに必要な恭平を戦場から遠ざけるべく、Dr.アルクはミストレーヌを差し向ける。未亡人の霧谷遼子として恭平に接触したミストレーヌは、足止め目的に肉体関係を迫った。マドカはダイラスト出現を恭平に報せようとするが、彼は遼子の愛撫を受けている最中で着信に気付かない。街で破壊活動を続けるFM77は、駆け付けたエスカレイヤーに対し、同じ細胞から生まれたクローンだと告げた。FM77の股間にそそり勃つ巨根を見たエスカレイヤーは、それが欲しくてたまらなくなり、愛液を垂れ流して挿入を懇願してしまう。その頃、遼子は初めて体験するアナルセックスに恥じらいつつ、恭平を肛門に受け入れて官能に震えていた。
巨大な陰茎を根元まで押し込まれたエスカレイヤーの性交は壮絶を極め、悶え狂う彼女の性器の感触に耐えきれず、FM77も遂に射精を迎える。膣内を満たしてなお、結合部から大量に溢れ出る精液を注がれながらエスカレイヤーは歓喜の絶叫をあげ、FM77はその胸部に爪をたててDDDをえぐり出す。一方、そんな状況を知らない恭平は遼子の尻の中で射精を終え、遼子もまた任務を忘れて激しい肛姦の余韻にいつまでも浸っていた。
第3話 『カウンターアタック』
DDDを身体に採りこみ完全体となったFM77は、組織に反旗を翻して暴れ始めた。ダイナモをチャージすべくミストレーヌの女性器に挿入するが、感じまくる彼女と裏腹に昂ぶらないFM77は、男根と女の部分を同時に愛撫するよう命じる。ミストレーヌはFM77の股間前に跪くと、彼女の膣に指を出し入れしながら口淫を行なう。２つの性器を攻められたFM77は強烈な絶頂感に達して、ミストレーヌを気絶させる噴出力で口内に射精する。
傷ついたバイオボディの修復を終えた沙由香が勝つためには、ベータ版DDDを使う必要があるとマドカは恭平に語った。マスター版を凌駕する高出力を持つ代わりに動作が不安定なベータ版は、沙由香の身体には負担が大きいというが、立ち聞きしていた沙由香はベータ版を自分に使うよう志願。本当は戦うのが怖いと本心を漏らして涙する沙由香に、恭平は10年前に言えなかった愛の言葉を伝える。その告白を聞いた沙由香の身体は白い光に包まれ、エスカレイヤーに変身した。DDDを内蔵して無敵と化したFM77も、愛のパワーで蘇ったエスカレイヤーに圧倒されて大敗。恭平と沙由香は、イチャイチャしながらセックスライフを満喫する他愛ない日常を取り戻すのだった。

### スタッフ（OVA）
- 企画・製作 - アリスソフト、pinkpineapple
- 原作 - アリスソフト
- 脚本 - 村松二郎
- 絵コンテ - 土支田一香（第1巻）、桂枝毛（第2巻）、西島克彦（第3巻）
- 演出 - 土支田一香（第1巻）、桂枝毛（第2巻）、桂栗毛（第3巻）
- 演出補佐 - ズイギョウエイゴ（第2巻）
- キャラクターデザイン・エンディングイラストレーション - 林雷助
- オープニングアニメーション - もりやまゆうじ、柳沢まさひで、宮前真一、柴田淳、石原恵治、桂憲一郎、宮地聡子、藤澤俊幸、小平いおぎ、吉田徹
- 作画監督 - 林雷助（第1巻、第3巻）、桂枝毛（第2巻）
- 作画監督補佐 - 加藤やすひさ（第2巻）
- 色彩設計・色指定・セル検査 - 大嶋三香子（第1巻）、岡田初美（第2巻、第3巻）
- 特殊効果 - 永井留美子
- 美術監督 - 佐藤寛子
- 音楽 - ザ・ビーンズ
- 音響効果 - スワラプロ
- 音響監督 - 飯塚康一RX
- 撮影監督 - 山越康司
- プロデューサー - 望月雄太郎
- アニメーションプロデューサー - 真行愛理
- アニメーション制作 - カオスプロジェクト

## 関連商品

### 書籍
超昂天使エスカレイヤー ビジュアルファンブック
2002年11月29日発売、発行：エンターブレイン、ISBN 4-7577-1235-9
PCゲーム版の設定資料、CG、攻略情報、スタッフインタビューなどを掲載。
超昂天使エスカレイヤー アンソロジーコミックス
2002年11月30日発売、発行：エンターブレイン、ISBN 4-7577-1256-1
超昂天使エスカレイヤー（小説版）
作：雑賀匡、原画：みけおう、発行：パラダイム
PCゲーム版ストーリーのノベライズ。
- 上巻：2003年3月15日発売、パラダイムノベルス 177、ISBN 4-89490-177-3
- 中巻：2003年5月17日発売、パラダイムノベルス 185、ISBN 4-89490-185-4
- 下巻：2003年7月17日発売、パラダイムノベルス 191、ISBN 4-89490-191-9

超昂天使エスカレイヤー THE COMIC（漫画）
2015年12月25日発売。全1巻。作者は時丸佳久。ISBN 978-4-79920-833-5

### カードゲーム
Lycee
シルバーブリッツのカードゲーム、Lyceeに参戦している。収録エキスパンションは、Alicesoft1.1など。

### モバイル版
au18禁アプリとして「虹屋」よりリリースされた。

### ケータイメニュー
公式携帯サイト「GAMERSmobile」「アニメ＆ゲームきせかえ」にてリリース。

## ギャラリー

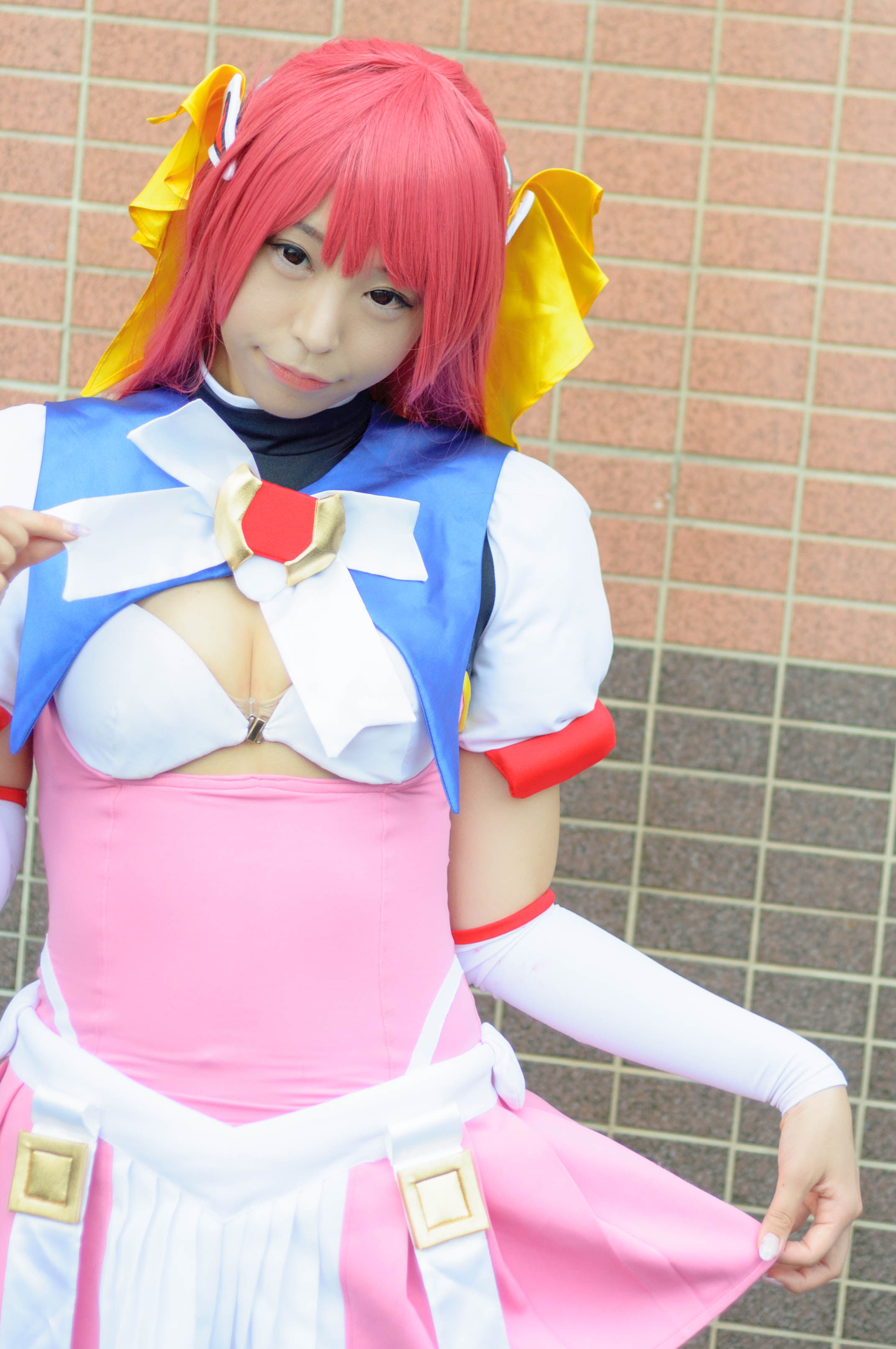
エスカレイヤーのコスプレ。